# Diavolo del Jersey

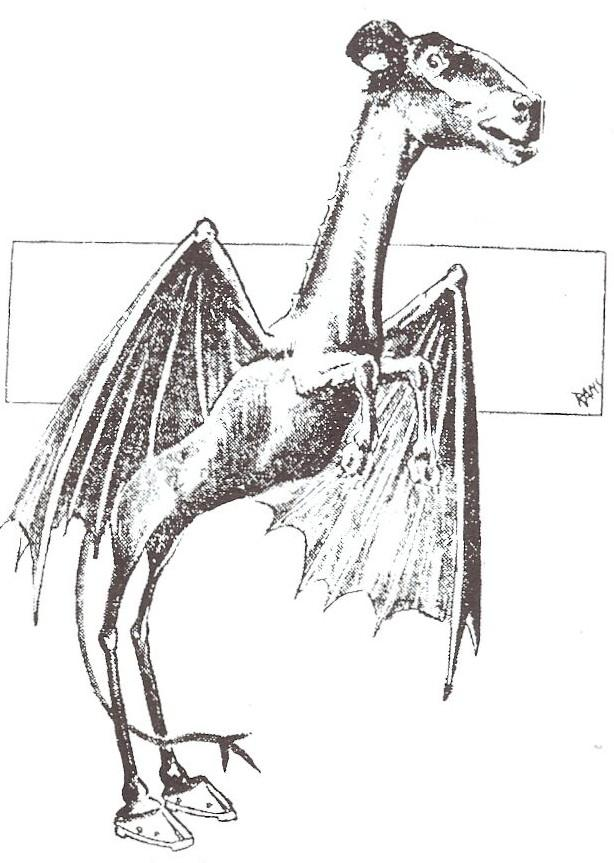
Un'illustrazione del Diavolo del Jersey

Il Diavolo del Jersey è una creatura semi-umana che vivrebbe nei boschi del New Jersey.
Questo mostro abiterebbe le foreste acquitrinose a sud-est del New Jersey, che in origine erano abitate dai nativi americani.
Secondo le leggende locali, questa bestia di forma umanoide sarebbe divenuta maligna col passare del tempo, dopo che sua madre (una strega) la abbandonò nel bosco. Sua madre non voleva avere tredici figli e quindi maledisse quest'ultimo, pregando che nascesse diavolo e dannato a vita. Così fu e l'essere iniziò a crescere e a nutrirsi di carne umana e di bestiame.
Nel 1740 i sacerdoti del luogo esorcizzarono queste paludi per cento anni e fino al 1890 non si ebbero avvistamenti della creatura.
Le testimonianze sono molte e sono sempre state molto simili a quelle dell'Uomo falena: la gente descrisse la bestia come un essere alato con grandi occhi rossi, che emetteva un sibilo prima di attaccare. Dal 1909 la sua popolarità aumentò, col passare del tempo si credette che questo fosse un Chupacabra, dalla velocità innaturale. Questa creatura potrebbe forse essere una Gru delle dune, in quanto l'altezza dell'animale è intorno ai due metri ed emette degli squittii prima di attaccare le prede.
Lo scrittore Dan Evon ha notato alcune somiglianze tra il Diavolo del Jersey e una specie di chirottero gigante africano, l'Hypsignathus monstrosus.
Ad ogni modo non vi è prova alcuna dell'esistenza di questo strano essere e l'ipotesi più accreditata è quella di una mera leggenda metropolitana portata avanti per motivi commerciali.

## L'aspetto
Secondo la leggenda questo essere sarebbe nato nel 1735 da una strega, che lo maledisse per essere stato il tredicesimo dei suoi figli e perché deforme; altre fonti affermano che nacque normale, e che col tempo gli spuntarono le ali da pipistrello e una lunga coda. Secondo dei testimoni, invece, avrebbe l'aspetto di una gru, con testa e zoccoli da cavallo, grandi artigli nelle zampe anteriori, possenti ali da pipistrello sulla sottile schiena e un lungo ed esile collo. Si racconta che una volta in volo emetta un grido stridulo e delle fiamme dalla bocca.

## La sua figura nel passare del tempo
Nel XVIII secolo, con l'aumentare degli avvistamenti, questo mostro divenne un tipico argomento di discussione della storia locale. Nel 1909 un agente teatrale dipinse un canguro di verde, gli attaccò delle ali finte e lo espose in una gabbia, come burla nei confronti di chi credeva nell'esistenza di questo mostro. Oggi, il Diavolo del Jersey è diventata una mascotte per la gente del posto, e lo si può trovare su magliette, spille e in alcuni cocktail a lui intitolati.

## Nella letteratura
Un famoso folklorista, Jan Harold Brunvand, ha dedicato un intero capitolo del suo libro The Baby Train a questo mostro.

## Nella fiction
Nella prima stagione di X-Files il quinto episodio è dedicato a questa creatura, intitolato appunto Il Diavolo del Jersey.
Nel nono episodio della settima stagione di Supernatural, dal titolo Il Diavolo del Jersey, si tratta di questa creatura.
Nella puntata "Il Campeggio della famiglia Long" del cartone animato American Dragon, il protagonista, il dragone americano Jake, organizza un campeggio con suo padre e alcuni suoi amici nei boschi del New Jersey, ma viene contattato da una tribù locale di spiritelli che gli chiede di proteggerli dal Diavolo di Jersey, che ogni cento anni attacca il villaggio per sette giorni razziandone le riserve alimentari e lasciando morire di fame gli spiriti. Benché sia rappresentata come una caricatura (trattandosi di un cartone animato) la controparte del Diavolo è comunque molto fedele all'immaginario collettivo: si tratta infatti di una creatura piuttosto alta, simile a un caprone e provvista di ali. Nonostante il suo aspetto, inoltre, conserva grande forza e agilità, oltre ad una inaspettata dose di astuzia, che gli permettono di combattere col drago ad armi pari. Il Diavolo e Jake si scontrano più volte, e alla fine sembra che Jake sia sul punto di essere ucciso, ma viene salvato dal padre che, scambiando il mostro per un orso, lo fa precipitare da un dirupo.
A questa leggenda è ispirato anche il film di genere mockumentary (inedito in Italia) The Last Broadcast e il film americano The Barrens.

## Nella musica
Il noto cantante statunitense Bruce Springsteen, nell'Halloween del 2008 ha composto una canzone dedicata al Diavolo del Jersey e ne ha permesso il download gratuito sul proprio sito.

## Nello sport
La squadra di hockey su ghiaccio dei New Jersey Devils, con sede a Newark e militante nella National Hockey League, prende il suo nome dalla leggendaria creatura.

## Nei videogiochi
Nel 1997 la Sony ha pubblicato un platform dedicato a questa creatura chiamato appunto Jersey Devil. rilasciato per PlayStation.
Nella serie videoludica a episodi, The Wolf Among Us di Telltale Games, basata sulla serie a fumetti Fables di Bill Willingham, nel quarto e quinto episodio della prima stagione (rilasciati nel 2014) è presente il personaggio Jersey che prende la sua caratterizzazione proprio dalla leggenda del Diavolo del Jersey.
Durante la prima sezione di gioco e durante la modalità extra di Inscryption sarà possibile ottenere la carta "Bambino 13" che, una volta sacrificata, diventerà una creatura dalle fattezze simili a quelle del Diavolo del Jersey.